# Inspektorat Centralny Narodowych Sił Zbrojnych
Inspektorat Centralny NSZ – jeden z inspektoratów w strukturze organizacyjnej Narodowych Sił Zbrojnych (NSZ).

## Struktura organizacyjna inspektoratu
- Komenda inspektoratu
- Okręg IA Warszawa
- Okręg IB Warszawa
- Okręg XII Podlasie

Inspektorat funkcjonował pod kryptonimami: „Lampart”, „Osika”, „Nagietek”.

## Komendanci inspektoratu
- płk Witold Komierowski[1] ps. "Kot", "Niedźwiedź", "Wilkołak", "Sulima" (od stycznia do wiosny 1944 r.)